# Bachia scolecoides
Espèce
Bachia scolecoides est une espèce de sauriens de la famille des Gymnophthalmidae.

## Répartition
Cette espèce est endémique du Mato Grosso au Brésil.

## Publication originale
- Vanzolini, 1961 : Bachia: Especies Brasileiras e conceito generico (Sauria: Teiidae). Papéis Avulsos Zoologia (São Paulo), vol. 14, p. 193-209.